# Тикнизян, Наир Оганесович
Наи́р Огане́сович Тикнизя́н (арм. Նաիր Հովհաննեսի Տիկնիզյան; род. 12 мая 1999, Санкт-Петербург) — российский и армянский футболист, полузащитник сербского клуба «Црвена звезда» и сборной Армении.

## Биография
Армянин по отцу и русский по матери.
Начал заниматься футболом в Санкт-Петербурге в шесть лет в клубе «Факел» в команде 1996 года рождения, в 8 лет перешёл в «Коломяги», где тренировался с командой 1997 года рождения. Через полтора года перешёл в петербургский «Локомотив», где играл до 14 лет, после чего переехал в Москву, в ЦСКА. В Юношеской лиге УЕФА в сезонах 2016/17 — 2018/19 провёл 17 матчей.

### Клубная карьера

#### ЦСКА

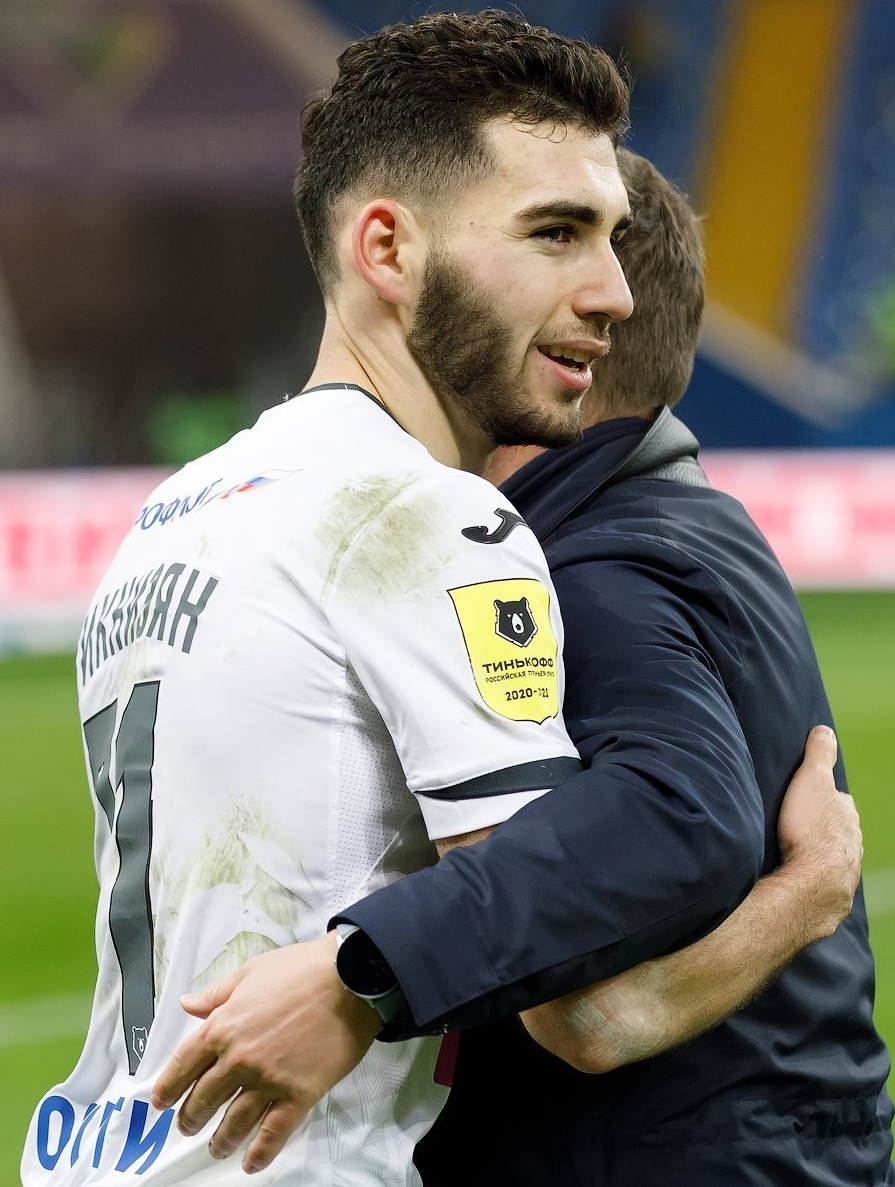
В составе ЦСКА

За основной состав ЦСКА дебютировал 20 сентября 2017 года, выйдя на замену на 69-й минуте в матче Кубка России с курским «Авангардом» (0:1). 25 августа 2019 дебютировал в чемпионате России, выйдя на замену на 89-й минуте в домашней игре против «Ахмата» (3:0).
В январе 2020 года перешёл на правах аренды в курский «Авангард» до конца сезона.
В межсезонье вернулся в ЦСКА. 11 сентября 2020 года подписал новый контракт до конца сезона 2024/25.
22 октября 2020 года дебютировал в еврокубках, выйдя в стартовом составе ЦСКА в матче 1-го тура группового этапа Лиги Европы 2020/21 против австрийского «Вольфсберга» (1:1).
13 марта 2021 года забил первый гол за ЦСКА в матче против тульского «Арсенала» (1:2).

#### «Локомотив» (Москва)
4 августа 2021 года ЦСКА объявил о переходе Тикнизяна в московский «Локомотив».15 августа дебютировал за новый клуб в матче против «Зенита» (1:1), заменив в перерыве Мацея Рыбуса.
Летом 2023 года победил открытом голосовании за звание лучшего футболиста «Локомотива» в мае-июне. К ноябрю того же года в 18 матчах Российской Премьер-Лиги забил 6 голов и отдал 4 результативные передачи.
В мае 2025 года заявил, что хочет покинуть «Локомотив».

### Карьера в сборной
В октябре 2020 года дебютировал за молодёжную сборную России в отборочном матче к чемпионату Европы U-21 2021 года против сборной Эстонии (4:0). 25 марта 2021 года забил гол в первом матче молодёжной сборной на чемпионате Европы 2021 против сборной Исландии (4:1).
В 2023 году принял решение выступать за сборную Армении, объяснив выбор отсутствием интереса к нему со стороны тренерского штаба сборной России. В марте 2023 года вызван в сборную Армении. Дебютный гол за национальную команду Тикнизян забил 19 июня 2023 года в ворота команды Латвии.

### Личная жизнь
20 января 2021 года у Тикнизяна и его девушки родился сын Эмилиан. Армянским языком не владеет.
В ноябре 2023 года женился на ведущей «Матч ТВ» Яне Ромашкиной. В мае 2024 года у пары родился сын Леон.

## Достижения
ЦСКА
- Обладатель Суперкубка России: 2018

## Статистика
| Выступление        | Выступление      | Выступление      | Лига | Лига | Кубки | Кубки | Еврокубки | Еврокубки | Итого | Итого |
| Клуб               | Лига             | Сезон            | Игры | Голы | Игры  | Голы  | Игры      | Голы      | Игры  | Голы  |
| ------------------ | ---------------- | ---------------- | ---- | ---- | ----- | ----- | --------- | --------- | ----- | ----- |
| ЦСКА (Москва)      | Премьер-лига     | 2017/18          | 0    | 0    | 1     | 0     | 0         | 0         | 1     | 0     |
| ЦСКА (Москва)      | Премьер-лига     | 2018/19          | 0    | 0    | 1     | 0     | 0         | 0         | 1     | 0     |
| ЦСКА (Москва)      | Премьер-лига     | 2019/20          | 5    | 0    | 1     | 0     | 0         | 0         | 6     | 0     |
| ЦСКА (Москва)      | Премьер-лига     | 2020/21          | 28   | 2    | 1     | 0     | 5         | 0         | 34    | 2     |
| ЦСКА (Москва)      | Премьер-лига     | 2021/22          | 1    | 0    | 0     | 0     | —         | —         | 1     | 0     |
| ЦСКА (Москва)      | Итого            | Итого            | 34   | 2    | 4     | 0     | 5         | 0         | 43    | 2     |
| → Авангард         | ФНЛ              | 2019/20          | 2    | 0    | 0     | 0     | —         | —         | 2     | 0     |
| → Авангард         | Итого            | Итого            | 2    | 0    | 0     | 0     | 0         | 0         | 2     | 0     |
| Локомотив (Москва) | Премьер-лига     | 2021/22          | 18   | 0    | 1     | 0     | 3         | 0         | 22    | 0     |
| Локомотив (Москва) | Премьер-лига     | 2022/23          | 29   | 5    | 8     | 1     | —         | —         | 37    | 6     |
| Локомотив (Москва) | Премьер-лига     | 2023/24          | 16   | 6    | 7     | 2     | —         | —         | 23    | 8     |
| Локомотив (Москва) | Итого            | Итого            | 63   | 11   | 16    | 3     | 3         | 0         | 82    | 14    |
| Всего за карьеру   | Всего за карьеру | Всего за карьеру | 99   | 13   | 20    | 3     | 8         | 0         | 127   | 16    |